# Rohrtour

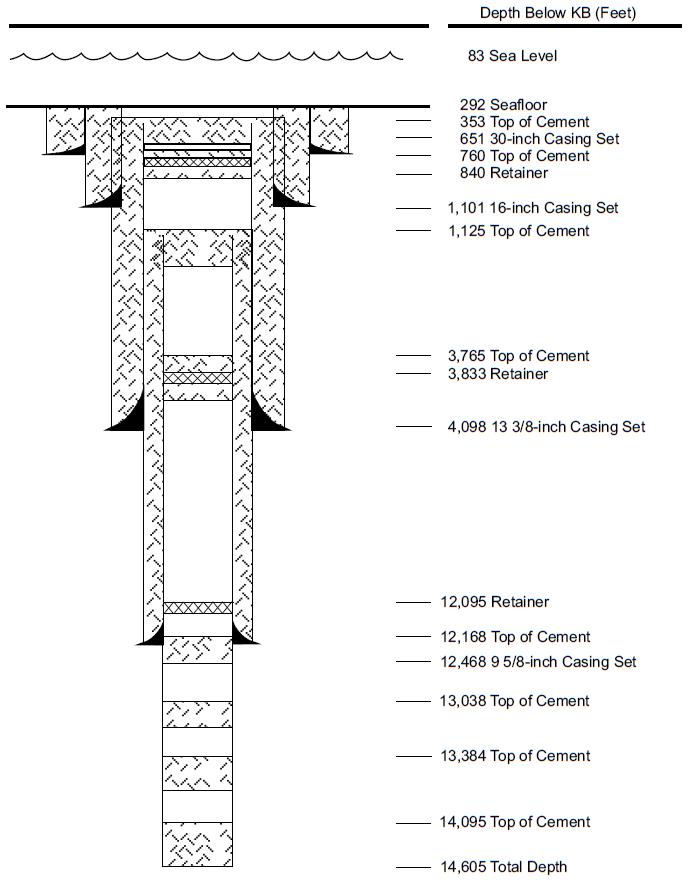
Schematische Skizze der Rohrtour einer Offshore-Bohrung

Als Rohrtour (auch Futterrohre oder Verrohrung, engl.: casing, genannt) wird die Rohrstrecke bezeichnet, mit der das Bohrloch spezieller geologischer Bohrungen ausgekleidet wird. Aufgabe der Rohrtour ist es, das Bohrloch langfristig zu stabilisieren und gegenüber dem Umgebungsgestein (Gebirge) abzudichten.

## Tiefbohrungen zur Förderung fossiler Kohlenwasserstoffe
Bei einer Tiefbohrung ist die Rohrtour die zentrale Komponente der Bohrlochkonstruktion. Sie besteht aus teleskopartig-konzentrisch ineinander steckenden Metallrohren.
Bei einer Bohrung zur Förderung fossiler Kohlenwasserstoffe, d. h. Erdöl und Erdgas, werden die einzelnen Bestandteile der Rohrtour, mit zunehmender Teufe und abnehmendem Rohrdurchmesser, als Standrohr, Leit- oder Ankerrohrtour, technische Rohrtour oder Zwischenrohrtour und schließlich als Förder-, End- oder Produktionsrohrtour bezeichnet. Das obere Ende aller Rohrtouren reicht dabei bis an die Erdoberfläche. Um Materialkosten zu sparen, kann statt einer kompletten Förderrohrtour ein sogenannter Liner verwendet werden, dessen oberes Ende nicht bis zur Erdoberfläche reicht, sondern nur bis kurz über das untere Ende der nächstgrößeren Rohrtour. Nach Erreichen der Endteufe und dem Abschluss der eigentlichen Bohrarbeiten wird das Steigrohr, das den Transport der Kohlenwasserstoffe zur Erdoberfläche übernimmt, in die Rohrtour eingeführt. Damit die Kohlenwasserstoffe in das Steigrohr gelangen können, wird die Wandung der Förderrohrtour im Bereich der Lagerstätte perforiert. Noch vorher wird die Förderrohrtour mit einem Packer nach oben hin abgedichtet.

Die Rohrtour ist an ihrem oberen Ende, dem Bohrlochkopf (nicht zu verwechseln mit dem Bohrkopf), im sogenannten Bohrkeller fest verankert. Die Stabilisierung der Rohrtour im Bohrloch erfolgt durch das Einbringen von Zement in den Ringraum genannten Hohlraum zwischen Rohren und Gestein bzw. zwischen den einzelnen Verrohrungen.

## Sonstige Bohrungen
Identische oder ähnliche als Rohrtouren bezeichnete Konstruktionen werden auch beim Betrieb von Untergrundspeichern und bei Verpressungs- und Geothermieanlagen sowie bei Grundwasserförder- und Messbrunnen (dann oft aus Kunststoffrohren) eingesetzt. Ebenfalls verrohrt werden Bohrungen zur Bewetterung von Bergwerken.